# 400 mètres quatre nages masculin aux championnats du monde de natation 2023
Cet article traite de l'épreuve masculine. Pour la compétition féminine, voir 400 mètres quatre nages féminin aux championnats du monde de natation 2023.
Le 400 mètres quatre nages masculin est une épreuve de natation sportive des championnats du monde de natation 2023. Elle a lieu le 23 juillet 2023 à Fukuoka au Japon.

## Records
Avant cette compétition, les records dans cette discipline étaient :
| Record du monde       | 4 min 3 s 84 | Michael Phelps | 10 août 2008 | Pékin, Chine      |
| Record du championnat | 4 min 4 s 28 | Léon Marchand  | 18 juin 2022 | Budapest, Hongrie |

Au cours de la compétition, le nouveau record suivant a été établi :
| Record du monde | 4 min 2 s 50 | Léon Marchand | 23 juillet |

## Résultats détaillés
Les 8 meilleurs temps se qualifient pour la finale (Q).

### Séries
| Rang | Série | Ligne | Nageur               | Pays             | Temps         | Commentaire |
| ---- | ----- | ----- | -------------------- | ---------------- | ------------- | ----------- |
| 1    | 2     | 4     | Carson Foster        | États-Unis       | 4 min 9 s 83  | Q           |
| 2    | 3     | 4     | Léon Marchand        | France           | 4 min 10 s 88 | Q           |
| 3    | 2     | 5     | Daiya Seto           | Japon            | 4 min 10 s 89 | Q           |
| 4    | 2     | 6     | Alberto Razzetti     | Italie           | 4 min 11 s 57 | Q           |
| 5    | 2     | 3     | Brendon Smith        | Australie        | 4 min 11 s 75 | Q           |
| 6    | 3     | 5     | Chase Kalisz         | États-Unis       | 4 min 12 s 37 | Q           |
| 7    | 3     | 2     | Balázs Holló         | Hongrie          | 4 min 12 s 77 | Q           |
| 8    | 3     | 3     | Lewis Clareburt      | Nouvelle-Zélande | 4 min 12 s 85 | Q           |
| 9    | 2     | 1     | Lorne Wigginton      | Canada           | 4 min 13 s 75 |             |
| 10   | 3     | 7     | Apóstolos Papastámos | Grèce            | 4 min 14 s 52 |             |
| 11   | 2     | 7     | Thomas Neill         | Australie        | 4 min 14 s 98 |             |
| 12   | 2     | 8     | Thomas Jansen        | Pays-Bas         | 4 min 16 s 00 |             |
| 13   | 3     | 0     | Collyn Gagne         | Canada           | 4 min 16 s 08 |             |
| 14   | 3     | 6     | Tomoru Honda         | Japon            | 4 min 16 s 71 |             |
| 15   | 1     | 2     | Erik Gordillo        | Guatemala        | 4 min 20 s 17 |             |
| 16   | 3     | 8     | Stephan Steverink    | Brésil           | 4 min 21 s 22 |             |
| 17   | 1     | 6     | Marius Toscan        | Suisse           | 4 min 21 s 24 |             |
| 18   | 1     | 5     | Héctor Ruvalcaba     | Mexique          | 4 min 21 s 25 |             |
| 19   | 2     | 0     | Ádám Telegdy         | Hongrie          | 4 min 21 s 29 |             |
| 20   | 3     | 1     | Luan Grobbelaar      | Nouvelle-Zélande | 4 min 21 s 54 |             |
| 21   | 2     | 9     | Kim Min-suk          | Corée du Sud     | 4 min 22 s 17 |             |
| 22   | 3     | 9     | Richárd Nagy         | Slovaquie        | 4 min 22 s 96 |             |
| 23   | 1     | 3     | Nguyễn Quang Thuấn   | Viêt Nam         | 4 min 25 s 92 |             |
| 24   | 1     | 7     | Tan Khai Xin         | Malaisie         | 4 min 26 s 83 |             |
| 25   | 1     | 8     | Jarod Arroyo         | Porto Rico       | 4 min 27 s 11 |             |
| 26   | 1     | 1     | Munzer Kabbara       | Liban            | 4 min 28 s 66 |             |
| 27   | 1     | 9     | Kristaps Mikelsons   | Lettonie         | 4 min 36 s 22 |             |
| -    | 1     | 0     | Kun-Ming Fu          | Taipei chinois   | Disqualifié   | Disqualifié |
| -    | 2     | 2     | Wang Shun            | Chine            | Disqualifié   | Disqualifié |
| -    | 1     | 4     | Jaouad Syoud         | Algérie          | Forfait       | Forfait     |

### Finale
| Rang               | Ligne | Nageur           | Pays             | Temps         | Commentaire     |
| ------------------ | ----- | ---------------- | ---------------- | ------------- | --------------- |
| Médaille d'or      | 5     | Léon Marchand    | France           | 4 min 2 s 50  | Record du monde |
| Médaille d'argent  | 4     | Carson Foster    | États-Unis       | 4 min 6 s 56  |                 |
| Médaille de bronze | 3     | Daiya Seto       | Japon            | 4 min 9 s 41  |                 |
| 4                  | 7     | Chase Kalisz     | États-Unis       | 4 min 10 s 23 |                 |
| 5                  | 2     | Brendon Smith    | Australie        | 4 min 10 s 37 |                 |
| 6                  | 8     | Lewis Clareburt  | Nouvelle-Zélande | 4 min 11 s 29 |                 |
| 7                  | 6     | Alberto Razzetti | Italie           | 4 min 11 s 73 |                 |
| 8                  | 1     | Balázs Holló     | Hongrie          | 4 min 13 s 36 |                 |